# Teres Ridge
Teres Ridge (englisch; bulgarisch хребет Терес chrebet Teres) ist ein maximal 330 m hoher 1,5 km langer Gebirgskamm mit nord-südlicher Ausrichtung an der Nordküste der Livingston-Insel im Archipel der Südlichen Shetlandinseln. Er ragt 2,5 km südöstlich des Siddons Point, 10,2 km westnordwestlich des Hemus Peak, 9,6 km nordwestlich des Rezen Knoll und 9 km nördlich des Sinemorets Hill auf.
Bulgarische Wissenschaftler kartierten ihn im Zuge der Vermessung der Tangra Mountains zwischen 2004 und 2005. Die bulgarische Kommission für Antarktische Geographische Namen benannte ihn 2005 nach Teres I., König der Thraker von 480 v. Chr. bis 440 v. Chr.